# Sacripantina

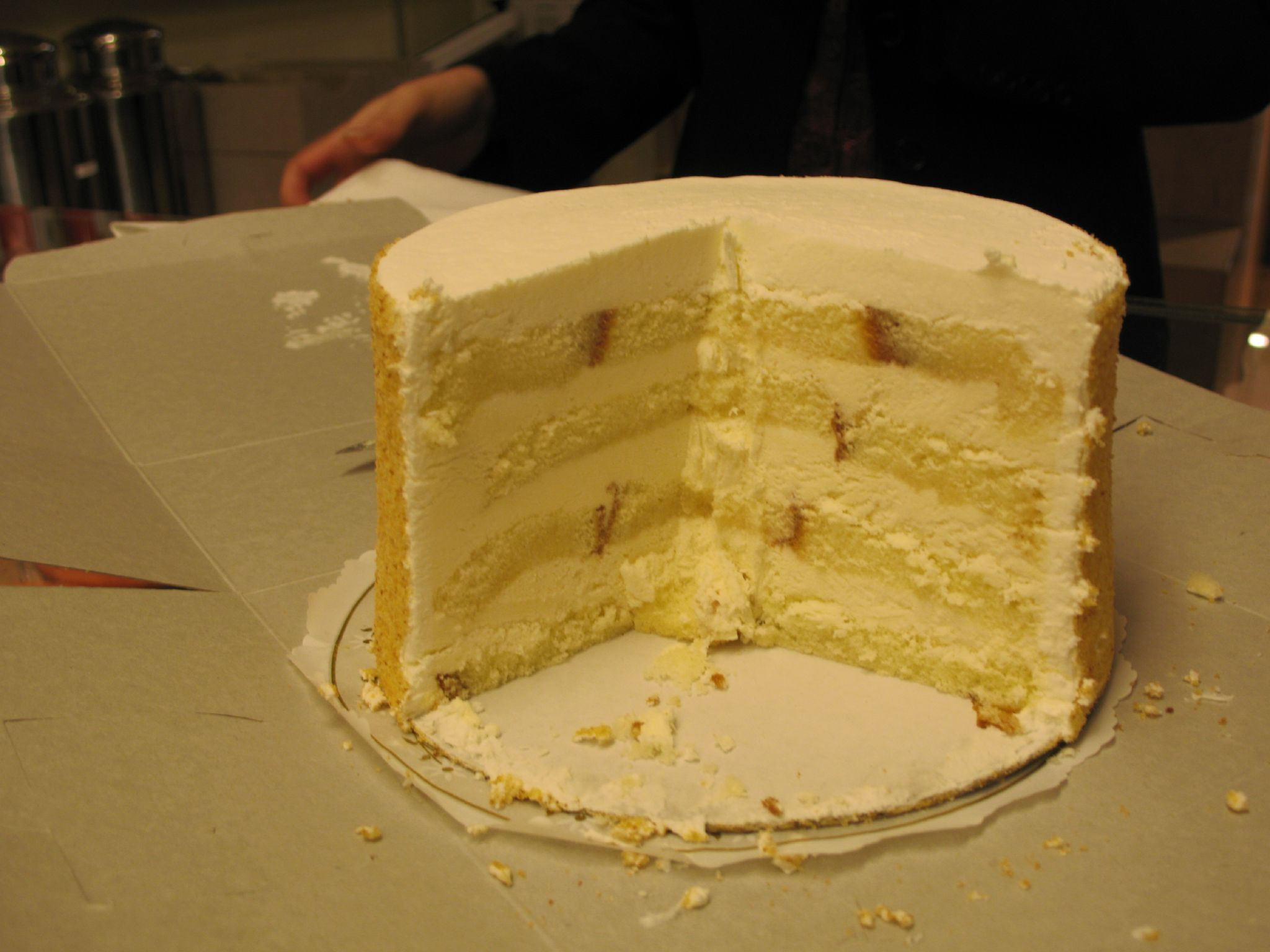
Postre similar a la

La Sacripantina es una tarta típica italiana (figura entre la lista oficial de los prodotti agroalimentari tradizionali), muy popular en la provincia de Génova. Se elabora principalmente con bizcocho (en italiano pan di Spagna, ‘pan de España’) que se distribuye en capas alternativas con crema pastelera o bien con zabaione, y en algunos casos productos de chocolate, como la nocilla. Se suele recubrir externamente con azúcar glas. Se sirve frío a una temperatura aproximada de 4 °C. 

## Variantes
Es posible encontrar este pastel en cualquier país donde la colonia de inmigrantes italianos sea considerable, de esta forma puede encontrarse en San Francisco.